# Essieux à écartement variable

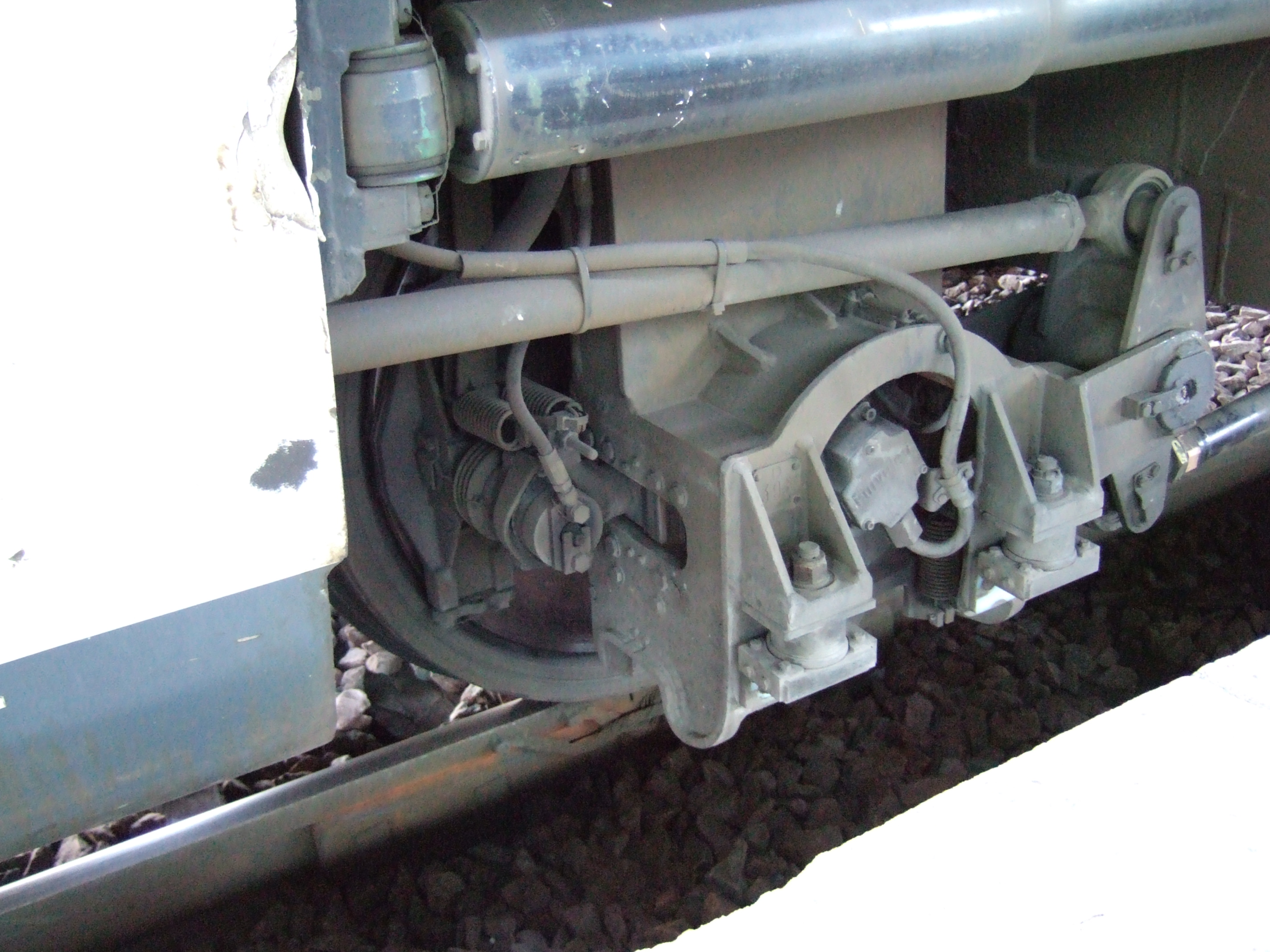
L'essieu à écartement variable de Talgo, à l'écartement normal.

Des essieux à écartement variable sont un type d'essieux utilisés par des trains parcourant des lignes de chemin de fer d'au moins deux écartements différents. Le gabarit est modifié en faisant passer le train par un changeur de gabarit ou une installation de changement de gabarit. Lorsque le train passe dans le changeur d'écartement, les roues sont déverrouillées, rapprochées ou écartées, puis reverrouillées. 
Depuis le dimanche 18 décembre 2022, il existe un train suisse, en service commercial, pouvant changer à la fois d'écartement et de hauteur (pour s'adapter à la voie et aux quais) et ce, tout en continuant à rouler. Sur la ligne touristique GoldenPass Express (GPX), passant du lac Léman au lac de Brienz. 